# Phloroglucinol

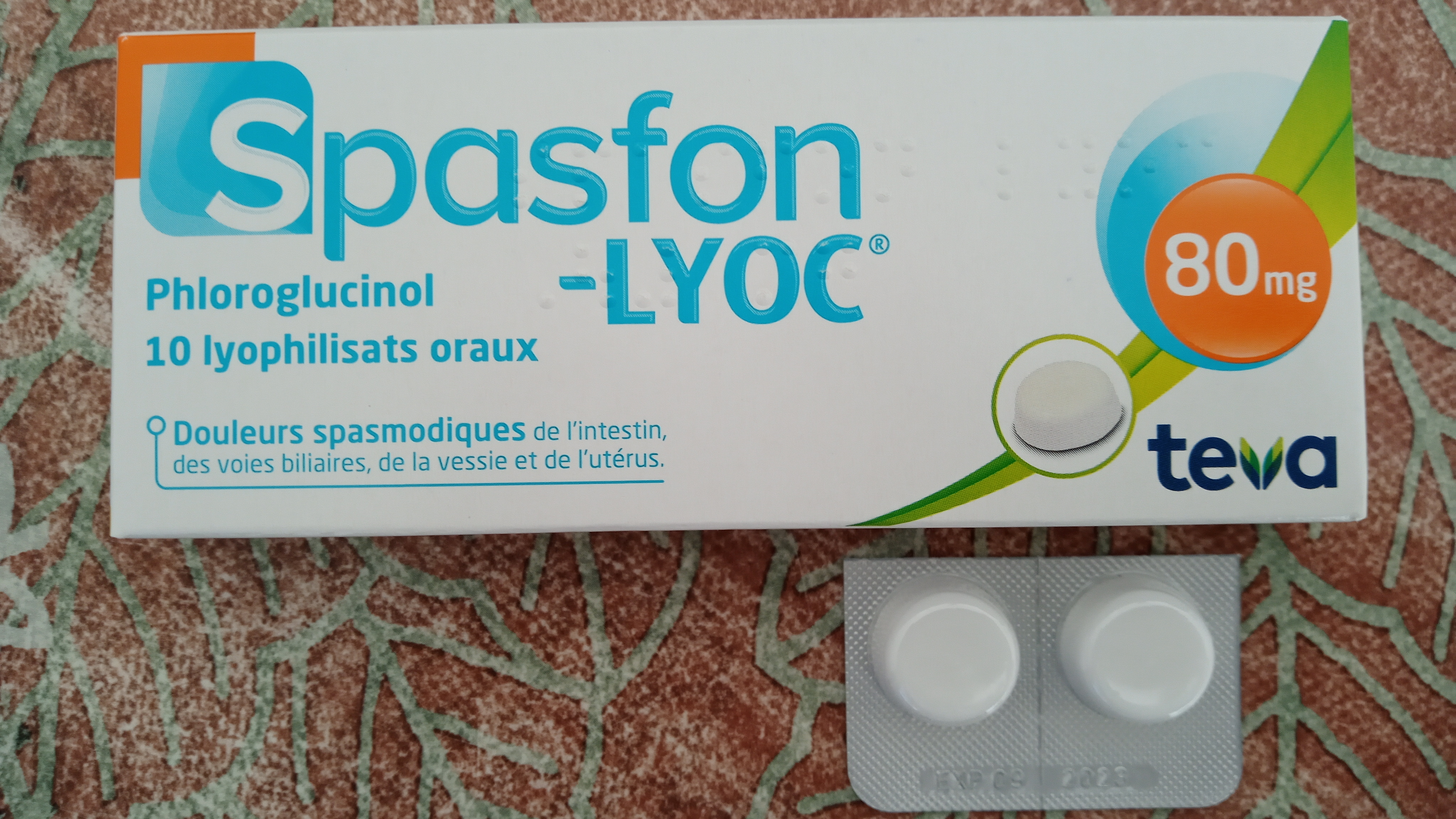
Une boîte de Spasfon-LYOC (phloroglucinol) 80 mg sous forme de lyophilisats oraux.

Le phloroglucinol ou benzène-1,3,5-triol est un composé aromatique, utilisé dans la synthèse de produits pharmaceutiques. Il est commercialisé comme antispasmodique sous forme générique ou sous la marque Spasfon et fait partie des médicaments les plus vendus en France. Selon les données des agences de médicaments, son service médical rendu est faible ou insuffisant et son efficacité non prouvée.

## Chimie
Il est l'un des trois isomères du benzènetriol et existe sous deux formes tautomériques : le 1,3,5-trihydroxybenzène qui a une structure de phénol et la 1,3,5-cyclohexanetrione (phloroglucine) qui est une cétone :
Ces deux tautomères sont en équilibre avec une proportion plus importante de la forme trihydroxybenzène qui est stabilisée par l'aromaticité du noyau benzénique. Le phloroglucinol est un intermédiaire réactionnel utile car il est multifonctionnel.
Dans l'eau, le phloroglucinol cristallise sous forme d'un dihydrate qui a un point de fusion de 116 à 117 °C ; la forme anhydre fond à 218–220 °C. Il se décompose à sa température d'ébullition mais il est possible de le sublimer.
Ce triphénol possède deux isomères :
- le pyrogallol (1,2,3-trihydroxybenzène) ;
- l'hydroxyquinol (1,2,4-trihydroxybenzène).

Le phloroglucinol n'est pas chiral et ne possède pas d'atome stéréogène.

### Préparation et réactions
Le phloroglucinol a été isolé originellement à partir d'écorce d'arbres fruitiers, il apparaît naturellement dans certaines plantes. Par exemple, lui et certains de ses dérivés, dont des acyles, sont présents dans les frondes de Dryopteris arguta. Il a été synthétisé par de nombreuses voies, une des plus représentatives est celle partant du trinitrobenzène :
Cette synthèse est remarquable car les dérivés ordinaires d'aniline sont inertes face à l'hydrolyse. C'est parce que le triaminobenzène existe aussi sous la forme imine tautomérique, qu'il est sensible à l'hydrolyse.
On peut également le préparer à partir du 2,6 dichlorophénol sur lequel on fait réagir de la potasse, formant ainsi le sel de phloroglucinol, qu'on acidifie par la suite. C'est alors une réaction de cinésubstitution.[réf. nécessaire]
Le phloroglucinol réagit comme une cétone dans sa réaction avec l'hydroxylamine, formant le tris(oxime) mais il se comporte aussi comme un triphénol (Ka1 = 3,56 × 10−9, Ka2 = 1,32 × 10−9) comme dans la réaction qui méthyle les trois groupes hydroxyle pour former le 1,3,5-triméthoxybenzène.

## Médecine
En France, le phloroglucinol est prescrit depuis 1963 comme antispasmodique. Sous la marque Spasfon, il fait partie des médicaments non soumis à prescription obligatoire les plus vendus en 2012 et 2013 dans le pays,,. Pour l'indication des règles douloureuses, il n'a été à l'époque testé que sur dix femmes, et n'a pas fait depuis l'objet d'un essai clinique randomisé.
Il est fréquemment prescrit afin d'atténuer les spasmes dans les troubles fonctionnels digestifs (colites), les coliques néphrétiques ou hépatiques ainsi que dans certaines douleurs gynécologiques ou en chirurgie urologique.

### Efficacité du médicament et service médical rendu
Dans la plupart des indications, le service médical rendu est considéré comme faible ou insuffisant par la Haute Autorité de Santé (HAS),. Deux travaux de synthèse basés sur un ensemble d'études sur les « effets cliniques contrôlés randomisés » sur la molécule de phloroglucinol ont conclu que les données sont insuffisantes pour étayer l'efficacité de la molécule pour les douleurs abdominales d'une part, et pour les douleurs gynécologiques d'autre part,,.
Plusieurs méta-analyses confirment que le phloroglucinol n'a pas plus d'effet qu'un placebo. Un effet véritable semble être cependant présent pour l'accélération de l'accouchement.
Selon la chercheuse Juliette Ferry-Danini, qui y a consacré un essai, « le manque d'efficacité de ce médicament est emblématique du sexisme qui règne dans le secteur médical en France ».

### Commercialisation et adjuvants
Le phloroglucinol est commercialisé en France sous l'appellation « Spasfon » et sous le nom « Phloroglucinol » pour les médicaments génériques, sous diverses formes galéniques : comprimés, lyophilisat (« Spasfon Lyoc »), suppositoires, soluté injectable[réf. nécessaire]. Ces différentes spécialités ne contiennent pas les mêmes principes actifs dans les mêmes proportions. Le phloroglucinol y est associé avec son dérivé triméthylé, insoluble dans l'eau, le 1,3,5 triméthoxybenzène. Ce dérivé triméthylé, probablement actif, est absent du lyophilisat et en quantité imperceptible dans l'injectable.[réf. nécessaire]
En 2023, une moyenne de 70 000 boîtes est prescrite chaque jour en France.
Il est produit en France par le laboratoire Teva.